# Язон
Вижте пояснителната страница за други значения на Язон.
Язон (на гръцки: Ίασων) е герой от древногръцката митология, известен най-вече с плаването с кораба "Арго" (наречен на строителя си Аргос), в резултат на което донася от Колхида (в по-късната Грузия) в Елада (приблизително съвпадаща с по-късната Гърция) магическа овча кожа, известна като Златното руно. Историята на пътешествието на Язон и дружината му (аргонавтите : Орфей, Херкулес, Зет и Калаид, Кастор и Полидевк, Аталанта, Лаерт, Автолик и други герои - според някои автори общо около 60 души.) е пресъздадена в редица древни литературни произведения, сред които -  "Аргонавтика" на Аполоний Родоски. Язон взима участие и в Калидонския лов. Според легендата, животът му завършва трагично, съкрушен от загубата на любимата и децата си.

## Езон и Пелий
Майката на Язон, според Аполодор от Александрийската библиотека се нарича Полимеда, според Диодор Сицилийски – Амфинома, а според други автори – Алкимеда, а негов баща е на Езон, който отначало е цар на полиса Йолкос в областта Тесалия (сега Волос, Гърция), но по-късно е свален от своя брат Пелий (роден, заедно с брата си-близнак Нелей от съща майка - Тиро, но от бог Посейдон, а не от съпруга си Кретей, чийто син е Езон). Така Язон още в детските си години напуска Йолкос, даден от майка си на кентавъра Хирон, който да го укрие и да го обучи в различни изкуства. Връща се едва, когато е около 20-годишен (според Пиндар) да си поиска наследството от чичо си, поощрен от богинята Хера и в изпълнение на пророчество, което Езон е получил (че ще дойде да му оспорва престола човек, обут само с един сандал). Но той бързо се отървава от момъка, като го праща в чужбина (според една от версиите по своя идея, а според по-късни - по собствения му съвет) с "неизпълнима" задача - да посети цар Еет в далечната страна Колхида и да вземе от него скъпоценна реликва, съхранявана в храм край двореца му - кожата на златния овен Хрисомал, пренесъл в някога в тази страна Фрикс, сина на цар Атамант, по поръчение на майка му Нефела. Възлага му и да помири духа на Фрикс, с рода на Еол. За всичко това обещава на Язон да му присъди властта над Йолкос, а баща му Езон връща от изгнание, заедно с другия му син Промах, планирайки обаче да ги погуби, което след отпътуването на Язон и прави.

## Към Колхида
Корабът „Арго“ е изключително стабилно построен и наистина отнася аргонавтите през моретата, но по пътя преминават през редица премеждия. Най-напред попадат на остров Лимнос е разположен на западния бряг на Мала Азия (в днешна Турция), където са останали само жени, след като сами са избили почти всички мъже (освен цар Тоант, който все пак също го напуска). Там на власт е Хипсипила, дъщеря на Тоант, която приютява с дружките си мореплавателите и с тях лемносянките зачеват новото мъжко население на острова (Язон става баща на близнаците Ебней и Неброфон от самата царица). Накрая Херакъл успява да убеди другите да продължат нататък и скоро стигат земите на племето бебрики, предвождано от Амик, син на Посейдон и ненадминат борец. Както му е обичай, той и този път предизвиква най-якият от чужденците на двубой и се счепква с отзовалия се Полидевк, но губи и е убит от него. В отговор бебриките нападат героите и убиват мнозина. Оцелелите намират слепия прорицател Финей, от когото (след като аргонавтите Зет и Калаид, синове на бога на северния вятър Борей го спасяват от ужасяващите летящи демони Харпии) научават как да преминат между смъртоносните подвижни скали Симплегади (предполагаемо някъде в района на сегашните Дарданели). Според легендата, те при опит за преминаване между тях се събират и смачкват опитващия и пак се отварят. Аргонавтите първо пускат един див гълъб, който прелита почти невредим, веднага след което минават и те, като само фигурата на кърмата на кораба им се поврежда. С това магията на скалите секва (понеже най-сетне някой е минал) и те занапред са неподвижни. Така моряците стигат до страната на племето мариадини, за което се твърди, че е от гръцки произход (с епоним Мариандин, син на Финей) и обитава североизточната част на Витиния (област в Мала Азия), приблизително там където се намира (реално - по-късно, а според легендата - вече) град Византион (бъдещият Константинопол, а сега - Истанбул). Там загиват още двама аргонавти - прорицателят Идмон и смъртно раненият от диви прасета кормчия на „Арго“ Тифис, заменен от Анкей. Накрая (след плаване в Черно море) достигат целта си.

## В Колхида
Цар Еет посреща добре странниците, но като научава, какво е поръчението на Пелий намисля да измами пратеника му, като на свой ред му постави "неизпълними" условия. По негово искане Язон първо впряга двата огромни свирепи бика, дарени на царя от бог Хефест и особено силни и ужасни, с медните си крака и огнедишащите си усти. После засява една нива с драконови зъби (от онзи дракон, чиито зъби използва за същото героят Кадъм в Тива, а от Еет - получени от богинята Атина), след което от тях израстват войници в пълно снаряжение (спартиати - засяти хора) и той трябва да ги победи, което постига, като хвърли между тях голям камък. Всъщност сам той не би се справил с нищо от това, но е подкрепен с магии и поучения от влюбилата се в него царска щерка Медея, много способна вълшебница. Тя му помага да отмъкне и самото руно, след като се изяснява, че Еет просто не е допускал, че може да оживее след тези изпитания. Принцесата бяга с героя, а взема със себе си и брат си Апсирт и заедно отплават с „Арго“. Когато царят се впуска в преследване, тя убива брат си и разхвърля разчлененото му тяло в морето, с което забавя баща си, който събира късовете и ги погребва.

## Към Йолк
За да се очистят от греха си, Язон и Медея посещават вещицата Кирка (Цирцея), нейна сродница, значително отклонявайки се от посоката към Йолкос. След съответния ритуал отново потеглят натам, но се натъкват на сирените, (според древногръцката митология) зловещи създания, примамващи моряците с песните си и убиващи ги незабавно. Но този път не успяват, защото в екипажа на "Арго" е знаменитият музикант Орфей, който ги надпява и от всички моряци на кораба само един - Бут - се поддава на омайните им гласове. Благодарение на това достигат и до остров Крит. Откриват обаче, че той е охраняван от опасно създание, известно като Талос (според Аполодор той е подарък за цар Минос от бог Хефест) - по едни версии това е великан с медно тяло, по други - опасен бик, но при всички случаи много бързоног и агресивен. Залавя се да обстрелва аргонавтите с камъни, но Медея преборва и него, след което те  прекарват на острова една вечер в почивка, а после се отбиват и на остров Егина, за да си набавят питейна вода. Накрая минават между остров Евбея и областта Локрида и най-сетне се завръщат в Йолк.

## Смъртта на Язон
В Йолк Язон научава, че Пелий го е измамил - в негово отсъствие той е доизбил всички негови роднини (в някои версии Езон все пак още е жив) и не само, че не смята да изпълни обещанията си към него, но и просто въобще не го очаква. За му отмъстят и за да го ликвидира и да спаси Язон от готвеното и на него убийство, двамата с Медея скрояват заговор срещу царя. Тя се преструва пред дъщерите му, че ще може да го подмлади с магия и че ги взема за свои помощници в нея, но ритуалът, който иска от тях да изпълнят включва убийството му. След смъртта на Пелий тя и Язон се възцаряват в страната, но народът скоро въстава срещу тях, воден от Акаст, син на Пелий и успява да ги изгони от града. Те отиват да живеят в Коринт при цар Креонт и прекарват 10 щастливи години, в които се раждат синовете им Мермер и Ферет. Но после Язон разлюбва Медея и пожелава да се ожени за Главка (наричана и Креуса) - дъщерята на Креон. Обзета от ревност и възмущение, Медея я убива с помощта на отровни дрехи, пратени й, като сватбен дар; покрай нея загива и царят. Също така магьосницата убива и момчетата си от Язон, с което съвсем го хвърля в отчаяние. Той или завършва живота си със самоубийство, или се усамотява при кораба си и накрая загива под отломките му, когато той изгнива.

## Язон във изкуството
- „Язон и аргонавтите“ (1963) – режисьор Дон Чафи
- „Язон и аргонавтите“ (2000)“ – продукция на Hallmark